# Head Start

Head Start est un programme du département de la Santé, de l'éducation et des services sociaux des États-Unis qui fournit une éducation complète, des services d'implication parentale, de santé, de nutrition, aux enfants à faibles revenus et à leurs familles. Head Start a été créé en 1965 et fut modifié par le Head Start Act de 1981. 

Lady Bird Johnson, la Première dame américaine, faisant la lecture pour des enfants participant au programme Head Start dans une école Kemper à Washington, D.C.

Ce programme est largement remodelé en décembre 2007. C'est aussi le programme ayant la plus grande longévité parmi ceux destinés à régler la pauvreté systémique aux États-Unis. En 2005, plus de 22 millions d'enfants en âge préscolaire ont participé au programme Head Start. Le budget de 6,8 milliards de dollars en 2005 a permis d'offrir ces services à plus de 905 000 enfants, 57 % d'entre eux avaient quatre ans ou plus, et 43 % avaient trois ans ou moins. Les services ont été fournis par 1604 programmes différents opérant dans plus de 48 000 classes réparties dans chaque État (et presque dans chaque county) pour un coût moyen de 7 222 $ par enfant. Le personnel est composé de presque 212 000 personnes salariées en complément des bénévoles, qui sont six fois plus nombreux.